# Cesare Caravaglios
Cesare Caravaglios (Alcamo, 6 aprile 1893 – Roma, 15 gennaio 1937) è stato un musicologo, direttore di banda e compositore italiano.

## Biografia
Figlio del direttore di banda Raffaele Caravaglios, seguì inizialmente le orme paterne studiando al Conservatorio di Palermo e dirigendo le bande municipali di Alcamo e di Napoli, dove ebbe anche occasione di dirigere l'orchestra del Teatro San Carlo. Progressivamente abbandonò questa attività per concentrarsi su un'attività per il tempo di avanguardia, vale a dire lo studio del folclore musicale italiano, di cui raccolse grande documentazione nonché numerosissime testimonianze dirette.
Autore di sinfonie, operette, inni e opere di musica sacra, fu anche professore al Conservatorio di San Pietro a Majella.

## Opere
- Le origini della canzone napoletana (1921)
- Folklore italiano  (1925)
- I canti delle trincee  (1930)
- Voci e gridi di venditori nelle feste popolari napoletane  (1931)
- Voci e gridi di venditori in Napoli  (1931)
- La ricerca folkloristica in Italia sulla raccolta e sulla trascrizione dei componimenti musicali popolari  (1932)
- Nuovi criteri per la ricerca nel folklore musicale  (1935)
- L'anima religiosa della guerra  (1935)
- Il folclore musicale in Italia  (1936)
- Saggi di folklore  (postumo, 1938)